# ラジオアミーゴ!羽野晶紀のいっしょうけんめいカタルーニャ
ラジオアミーゴ!羽野晶紀のいっしょうけんめいカタルーニャ（ラジオアミーゴはのあきのいっしょうけんめいカタルーニャ）は、1991年10月7日から1992年4月3日まで、ニッポン放送で放送されていたラジオ番組。

## 概要
1990年10月から1年間、日曜日の朝で放送されていた『羽野晶紀のミュージックハーモニー』に続く、ニッポン放送の羽野晶紀の番組第2弾。朝から一転して夜に移り、平日ナイターオフ21時台の帯ワイド番組を担当することになった。主に10歳代のリスナーを対象とし、『快傑!羽野ずきん』のコーナーを軸として、些細なことから深刻なことまで様々な悩みや相談に乗る内容を前面に押し出すような形で放送された。
1992年3月15日（日曜日）にニッポン放送がAMステレオ放送本放送を開始した翌日の3月16日から一週間に限り、本番組は「羽野晶紀のステレオ浪花放送局」とタイトルを改めて放送された。
当番組終了後の1992年4月からも、羽野晶紀は引き続きニッポン放送で『羽野晶紀の学園スクランブル』のパーソナリティを担当していた。

## 放送時間
- 毎週月曜日 - 金曜日 21:00 - 21:50

## コーナー
快傑!羽野ずきん
- 当番組のメインとなったコーナー。「学校」「将来」「（10代の男女の）体の悩み」「口に出せない悩み」など、些細なことから深刻なことまでリスナーから寄せられた様々な悩みや相談事などに対し、ゲストコメンテーターと一緒に回答を出し、アドバイスしていた[3]。1992年2月17日から2月21日までの一週間は、このコーナーのスペシャル版『快傑!羽野ずきんスペシャル オールスターお悩み大賞』（間寛平、三宅裕司、伊集院光らが参加）が放送された。

声の卒業アルバム
- 卒業する生徒たち全員のメッセージをCDに収録し、そのCDを先生に贈るという企画[4]。

クイズコーナー
- リスナー参加型クイズで、羽野が曜日ごとに「子供」（子供クイズ）、「姉御」（姉御クイズ）、「女子大生」「女王様」（六本木マドンナクイズ）、「おばあちゃん」（おばあちゃんクイズ）などになりきって出題していた。
他

## ゲスト
- 秋元康（金曜日レギュラーゲスト）[5][4]
- UNICORN（1991年10月14日 - 10月17日）
- 牧瀬里穂（1991年10月21日 - 10月24日）
- 德永英明（1991年11月4日 - 11月7日）
- 斉藤由貴（1991年12月2日 - 12月5日）
- YOU（1992年1月6日 - 1月9日）
- 西川りゅうじん（1992年1月13日 - 1月17日）
- 森高千里（1992年2月24日 - 2月27日）
  - 他